# Małgorzata de Valois, księżna Berry
Małgorzata de Valois, Małgorzata francuska (fr. Marguerite de France) (5 czerwca 1523 - 15 września 1574) – księżna Berry, córka króla Francji Franciszka I Walezjusza i Klaudii de Valois, księżnej Bretanii.
Małgorzata urodziła się w 1523 roku w Château de Saint-Germain-en-Laye. Księżną Berry została w 1550 roku.
Była bardzo związana ze swoją ciotką Małgorzatą z Nawarry, która opiekowała się nią oraz jej siostrą Magdaleną.
Pod koniec 1538 roku ojciec Małgorzaty Franciszek I Walezjusz i Karol V Habsburg uzgodnili, że powinna poślubić syna Karola, przyszłego Filipa II Habsburga. Jednak umowa między Karolem i Franciszkiem była krótkotrwała.
10 lipca 1559 poślubiła Emanuela Filiberta, księcia Sabaudii. Ślub odbył się w tragicznych okolicznościach. Król Henryk II Walezjusz (brat Małgorzaty) został ranny podczas turnieju z okazji ślubu jego córki Elżbiety de Valois. Na łożu śmierci, ale wciąż przytomny król nakazał, aby ślub jego siostry odbył się natychmiast. Obawiał się, że książę Sabaudii może wykorzystać jego śmierć i odmówić sojuszu. Henryk zmarł w dniu ślubu.
Para miała jednego syna Karola Emanuela I Wielkiego, który poślubił infantkę Katarzynę Michalinę Habsburg, córkę Filipa II Habsburga.